# Список керівників держав 231 року
В даній статті представлені керівники державних утворень. Також фрагментарно зазначені керівники нижчих рівнів. З огляду на неможливість точнішого датування певні роки володарювання наведені приблизно.
Список керівників держав 231 року — це перелік правителів країн світу 231 року.
Список керівників держав 230 року — 231 рік — Список керівників держав 232 року — Список керівників держав за роками

## Європа
- Боспорська держава — цар Котіс III (227/228-234/235)
- Ірландія — верховний король Кормак мак Арт (226-266)
- Римська імперія
  - імператор Александр Север (222-235)
    - консул Луцій Тіберій Клавдій Помпеян (231)
    - консул Тіт Флавій Саллюстій Пелігніан (231)
      - Верхня Германія — Секст Кацій Клементин Присцилліан (231)
      - Нижня Мезія — Квінт Аніцій Фауст Паулін (229/230-231/232)

## Азія
- Близький Схід
  - Велика Вірменія — цар Трдат II (217-252)
- Іберійське царство — цар Ваче (216-234)
  - Гассаніди — Джафна I ібн Амр (220-265)
- Індія
  - Кушанська імперія — великий імператор Канішка II (227-247)
  - Західні Кшатрапи — Дамасена (223-232)
  - Чера — Янаікат-сей Мантаран Черал (201-241)
- Китай
  - Династія Вей — імператор Цао Жуй (226-239)
  - Династія У — імператор Сунь Цюань (222-252)
  - Династія Шу — імператор Лю Шань (223-263)
    - шаньюй південних хунну Лю Бао (215-260)
    - володар держави сяньбі Будугень (210—233)
- Корея
  - Когурьо — тхеван (король) Тончхон (227-248)
  - Пекче — король Кусу (214-234)
  - Сілла — ісагим (король) Чобун (230-247)
  - Осроена — Ману IX (216-242)
- Персія
  - Держава Сасанідів — Ардашир І (226-241)
- Сипау (Онг Паун) — Пау Ай П'яу (207-237)
- Тоба — Тоба Лівей (219-277)
- Японія — Імператриця Дзінґу (201-269)
  - Галатія — Марк Доміцій Валеріан (230-232)
- Ліньї — Фам Хунг (220—284)

## Африка
- Царство Куш — цар Терітніде (228-246)
  - Єгипет — Мевій Гонораціан (231-237)